# Сорокин, Григорий Михайлович
Григо́рий Миха́йлович Соро́кин (8 июня 1914, село Олтарь, Томская губерния — 17 апреля 1945, Германия) — участник Великой Отечественной войны, Герой Советского Союза.

## Биография
Родился в крестьянской семье. Работал в колхозе в селе Дороцкое Дубоссарского района Молдавской ССР.
С 1936 по 1942 год проходил службу в Красной Армии. В мае 1944 года вновь призван и отправлен на фронт.
Служил наводчиком орудия 132-го гвардейского артиллерийского полка, входившего в 60-ю гвардейскую стрелковую дивизию.
В боях за расширение кюстринского плацдарма 21-28 марта 1945 года участвовал в отражении 13 контратак противника, в ходе которых расчёт орудия уничтожил 7 танков и большое число вражеской пехоты и удержал занимаемую позицию.
Погиб в бою 17 апреля 1945 года. Похоронен в селе Нойхарденберг (Германия).

## Награды
- Герой Советского Союза (31 мая 1945);
- орден Ленина (31 мая 1945).

## Память
- Именем Григория Сорокина названа улица в селе Дороцкое, а также улица в посёлке Чистоозёрное Новосибирской области.
- В Новосибирске его имя увековечено на Аллее Героев у Монумента Славы.